# Heterostegania nigrofusa
Heterostegania nigrofusa là một loài bướm đêm trong họ Geometridae.